# Tatjana Iwanow
Tatjana Iwanow (14 de mayo de 1925 - 6 de octubre de 1979) fue una actriz y cantante de nacionalidad alemana.

## Biografía

### Educación y teatro
Nacida en Berlín, Alemania, Iwanow estudió interpretación en la Escuela Teatral del Deutsches Theater de Berlín; entre sus maestros se encontraba la actriz Agnes Windeck. Completó su formación en 1943, y en el Deutsches Theater llegaron sus primeros compromisos profesionales, debutando en 1944, antes del cierre del teatro a causa de la Segunda Guerra Mundial, con el papel de Perdita en la obra de Shakespeare El cuento de invierno. Finalizada la guerra, actuó en el Teatro de Cámara de Múnich (temporada 1946/1947), en el Schauspiel Frankfurt (temporada 1947/1948), y en el Stadttheater de Coblenza (1948–1950) donde, entre otras obras, trabajó, bajo dirección de Heinz Hilpert, en la comedia de Shakespeare Como gustéis, en la cual encarnaba a Rosalinda; con esta producción Iwanow actuó en gira y en el Theater am Besenbinderhof de Hamburgo en 1949.
A partir de 1951 Iwanow formó parte de la compañía del Deutsches Theater de Gotinga. Entre sus papeles de esa etapa figuran el de Catalina en La fierecilla domada, Beatrice en Mucho ruido y pocas nueces, Sally en la comedia Das Lied der Taube de John Van Druten, Belisa en Amor de don Perlimplín con Belisa en su jardín de Federico García Lorca, y también el de Rosalinda en Como gustéis. Más adelante, en 1955, interpretó a Marie en Woyzeck, pieza de Georg Büchner.
Iwanow también fue actriz invitada en el Teatro Fritz Rémond de Fráncfort del Meno, así como en teatros fuera de Alemania, como en el Princess Theatre y el Pilgrim Theatre de Melbourne, Australia. 
En 1966 se hizo cargo, en el Düsseldorfer Schauspielhaus, del papel protagonista en el estreno en Alemania del musical Hello, Dolly! que, en contra del nombre de la protagonista del original, Dolly Levi, en esta adaptación la protagonista era la rusa Dolly Wassiljewa. En 1967 se grabó en disco el musical, con el elenco original de la versión alemana.
En 1977 actuó en el festival teatral Gandersheimer Domfestspiele, en Bad Gandersheim, ganando el Anillo Roswitha a la mejor artista.

### Cine y televisión
En los años 1950 Iwanow actuó en algunas películas bélicas, aunque en papeles de reparto. Entre ellas está el drama Nacht fiel über Gotenhafen (1959), dirigido por Frank Wisbar, y en el cual encarna a Meta. Otros de sus filmes fueron la comedia criminal Nick Knattertons Abenteuer (1959) y el film bélico Hunde, wollt ihr ewig leben (1959). En 1967 trabajó para una coproducción de las dos Alemanias Die Heiden von Kummerow und ihre lustigen Streiche, en la cual encarnaba a Frau Düker. Más adelante encarnó a mujeres de salón, como el caso de la Condesa Beate von Treuenfels en el film basado en la obra de Hedwig Courths-Mahler Griseldis (1974), o el de Prudence Duvernoy en la película interpretada junto a Erika Pluhar Die Kameliendame (1978), dirigida por Tom Toelle.
Desde finales de la década de 1960 Iwanow trabajó como actriz, cantante y presentadora de televisión, consiguiendo, gracias a todo ello, una gran notoriedad. En 1970 Iwanow hizo grabaciones musicales de la olvidada opereta Kaiserin Katharina, de Rudolf Kattnigg; esas grabaciones, hoy en día consideradas raras, fueron editadas por EMI Electrola en formato CD. Para la ZDF hizo en 1971 dos filmes basados en operetas: Der Opernball, junto a Heinz Erhardt, y Die Dollarprinzessin, con Horst Niendorf.
Iwanow participó en diversos shows televisivos, entre ellos Musik durch drei (ARD, 1969) y Scala heute (ZDF, 1971). En 1968 intervino, como artista invitada, en el programa televisivo Einer wird gewinnen, y en 1970 presentó el show musical de la ZDF Sommernotenschau, en el cual famosos compositores presentaban sus últimas composiciones. De dicho programa se produjo un disco, en el cual Iwanow cantaba Der tolle Romanoff. En 1973 ella apareció, junto al presentador Heinz Schenk, en el programa Zum Blauen Bock. 

### Vida privada
Iwanow se casó tres veces. Su primer matrimonio fue con el actor Wilfried Seyferth, con el que tuvo un hijo, Andreas Seyferth, también actor. En 1959 se casó con otro actor, Gert Fröbe, que adoptó a su hijo Andreas. Su último matrimonio tuvo lugar en 1975, con el productor cinematográfico Walter Koppel.
Tatjana Iwanow falleció en Hamburgo, Alemania, en 1979.

## Filmografía (selección)
- 1959: Nacht fiel über Gotenhafen
- 1959: Nick Knattertons Abenteuer
- 1959: Hunde, wollt ihr ewig leben
- 1967: Die Heiden von Kummerow und ihre lustigen Streiche
- 1970: Die Wesenacks
- 1971: Der Opernball
- 1971: Die Dollarprinzessin
- 1974: Griseldis
- 1978: Die Kameliendame

## Literatura
- Herbert A. Frenzel y Hans Joachim Moser (Hrsg.): Kürschners biographisches Theater-Handbuch. Schauspiel, Oper, Film, Rundfunk. Deutschland – Österreich – Schweiz. De Gruyter. Berlín 1956, S. 318.